# Furna do Cabrito
A Furna do Cabrito é uma gruta vulcânica localizada na freguesia do Porto Judeu, concelho de Angra do Heroísmo, ilha Terceira, arquipélago dos Açores.

## Descrição
Esta cavidade apresenta uma geomorfologia de origem vulcânica em forma de tubo de lava localizado em campo de lava. Esta estrutura geológica apresenta um comprimento de 200 m. por uma largura máxima de 3 m. e por uma altura também máxima de 4 m.